# Klasztor Serra do Pilar
Artykuł ten został zgłoszony do umieszczenia na stronie głównej w rubryce „Czy wiesz”.
Pomóż nam go sprawdzić: oceń zgłoszoną nominację.
Klasztor Serra do Pilar (port. Mosteiro da Serra do Pilar) – dawny klasztor augustiański, położony na wzgórzu w mieście Vila Nova de Gaia w Portugalii. Jest to jeden z najwybitniejszych przykładów architektury renesansowej i manierystycznej w Portugalii, unikalny ze względu na okrągły plan kościoła i krużganku. W 1910 roku został sklasyfikowany jako Pomnik Narodowy, a w 1996 roku wpisany na listę światowego dziedzictwa UNESCO jako część historycznego centrum Porto.

## Historia
Klasztor został ufundowany przez króla Portugalii Jana III na mocy królewskiego dekretu z 1537 roku, aby przenieść zakonników augustiańskich z ich zniszczonej siedziby w Grijó. Kamień węgielny pod budowę położono w 1538 roku. Projekt powierzono mistrzom Diogo de Castilho (kościół) i João de Ruão (krużganek). Prace budowlane, przerwane na kilkadziesiąt lat, wznowiono po 1597 roku z inicjatywy króla Filipa I. Budowa głównej części kompleksu, w tym kościoła, zakończyła się około 1670 roku wzniesieniem kopuły.
Ze względu na swoje strategiczne położenie dominujące nad rzeką Duero, klasztor od początku pełnił funkcje obronne. Jego rola militarna stała się kluczowa podczas inwazji francuskiej w 1809 roku oraz przede wszystkim podczas oblężenia Porto w latach 1832–1833. Wówczas klasztor, jako jedyna twierdza liberałów na południowym brzegu rzeki, był kluczowym punktem oporu i stanowiskiem artyleryjskim. Po kasacie zakonów w Portugalii w 1834 roku, kompleks został formalnie przekazany armii i przekształcony w koszary, którą to funkcję częściowo pełni do dziś.

## Architektura
Klasztor Serra do Pilar jest arcydziełem architektury klasycystycznej, inspirowanym włoskim renesansem. Jego wyjątkowość polega na zastosowaniu idealnego, okrągłego planu w dwóch głównych przestrzeniach: kościele i krużganku, które są ze sobą połączone.
- Kościół – wzniesiony na planie koła, jest przykryty masywną, półkolistą kopułą. Jego wnętrze jest opasane przez szesnaście pilastrów w porządku korynckim. W prezbiterium znajduje się pozłacany, drewniany ołtarz w stylu manierystycznym.
- Krużganek – również zbudowany na planie koła, otoczony jest galerią wspartą na 36 kolumnach w porządku jońskim. Jego harmonijna, geometryczna forma jest wyrazem renesansowego dążenia do doskonałości[4].
- Pozostałe budynki – do kościoła i krużganku przylegają dawne pomieszczenia klasztorne, w tym długi, prostokątny budynek dormitorium oraz refektarz. Całość, z masywnymi murami i strategicznym położeniem, sprawia wrażenie ufortyfikowanej budowli[2].

## Stan w XXI wieku
Klasztor Serra do Pilar jest jednym z najważniejszych zabytków i punktów widokowych w regionie. Jego taras oferuje jedne z najlepszych panoramicznych widoków na historyczne centrum Porto, rzekę Duero oraz most Ponte Dom Luís I. Część kompleksu nadal jest użytkowana przez portugalską armię jako koszary pułku artylerii (Regimento de Artilharia da Serra do Pilar). Obiekt jest zarządzany przez Regionalną Dyrekcję Kultury Północnej we współpracy z wojskiem, a jego kościół i krużganek są udostępnione do zwiedzania.